# Idomszer

Villás idomszer. Bal oldal a "megy", jobb oldal a "nem megy" oldal.

Az idomszer gépgyártásban használt közbetett mérőeszköz munkadarabok tűrésezett méreteinek, alakjának ellenőrzésére. Az idomszer nem a szóban forgó méret mérésére szolgál, hanem csupán annak ellenőrzésére, hogy a méret megfelel az előírtaknak: a megadott tűrések közé esik. A legtöbb idomszernek két oldala van: az egyik a megy oldal: ennek át kell mennie az adott méreten, a nem megy oldalnak viszont nem szabad átmennie. Ha a fenti követelmények egyikének nem felel meg a legyártott munkadarab, akkor nem mehet tovább a technológiai sorban, javítható vagy végleges selejtté válik. Az idomszer a csereszabatos alkatrészeket gyártó tömegtermelés fontos eszköze, mivel viszonylag szakképzetlen munkások is biztonsággal külön tudják választani a használható alkatrészt a selejttől.

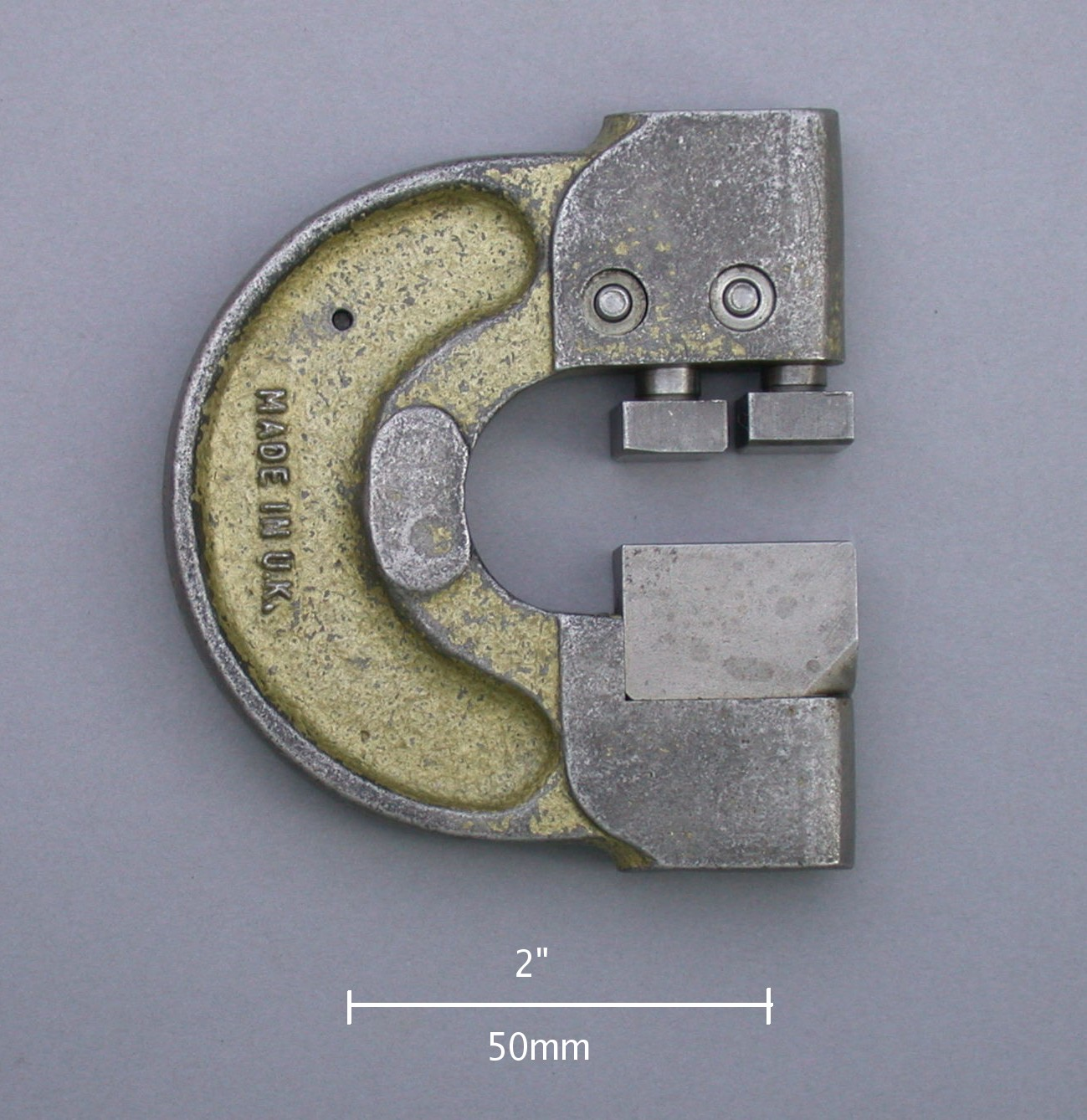
Egyoldalas villás idomszer hengeres munkadarabhoz

## Villás idomszerek

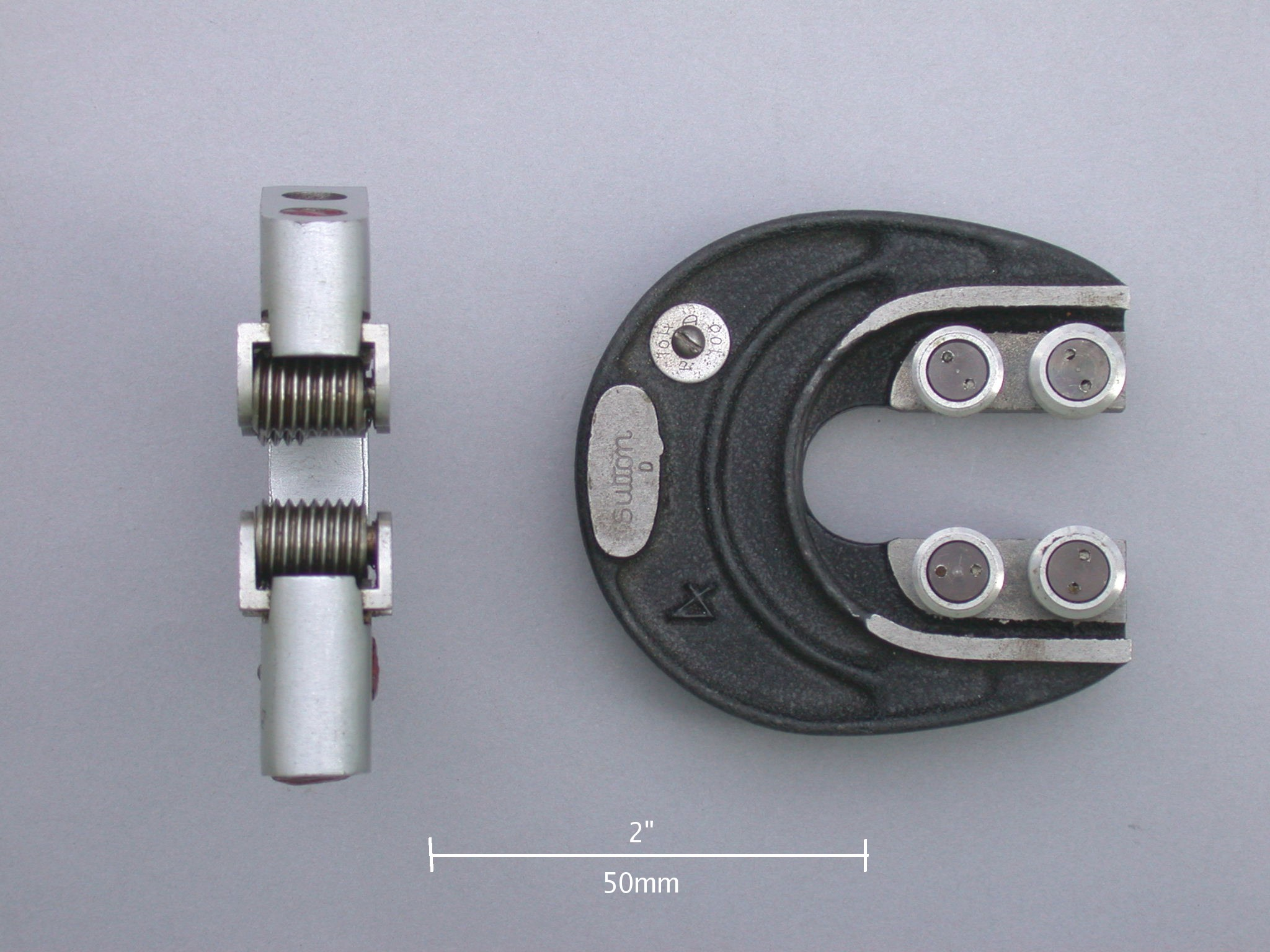
Menetidomszer

A villás idomszerek külső méretek ellenőrzésére alkalmasak. A villás idomszer „megy” oldala (angolul „go”) néha zöldre van festve és rendszerint felirat is felhívja rá a figyelmet, a „nem megy” (angolul „no go”) oldala pedig vörös színű. Az idomszeren mindig jól láthatóan fel van tüntetve a tűrésezett méret (a jobb oldali ábrán 16h6). Készítenek egyoldalas villás idomszereket is. Menetek ellenőrzésére villás menetidomszereket használnak. A bal oldali kép egyoldalas idomszere orsómenetek ellenőrzésére használható. Az ábrákon látható egyoldalas villás idomszerek jobb oldala a „megy” oldal. Az egyoldalas idomszerek előnye, hogy egy mozdulattal ellenőrizhető a darab, az idomszert nem kell átfordítani. 
Az idomszerekkel való ellenőrzés könnyen elsajátítható tevékenység, fontos begyakorolni előtte a műveletet és betartani azt, hogy mind a munkadarab, mind az idomszer hőmérséklete azonos, lehetőleg 20 °C legyen.
Az idomszerek természetesen szintén az ISO tűrésszabványok szerint készülnek, csak sokkal szigorúbb tűrések szerint, mint a közönséges gépalkatrészek. Az ellenőrzőeszközöket időnként hitelesíteni kell az esetleges kopások következtében előálló méretváltozás kiküszöbölése végett.

## Dugós idomszerek

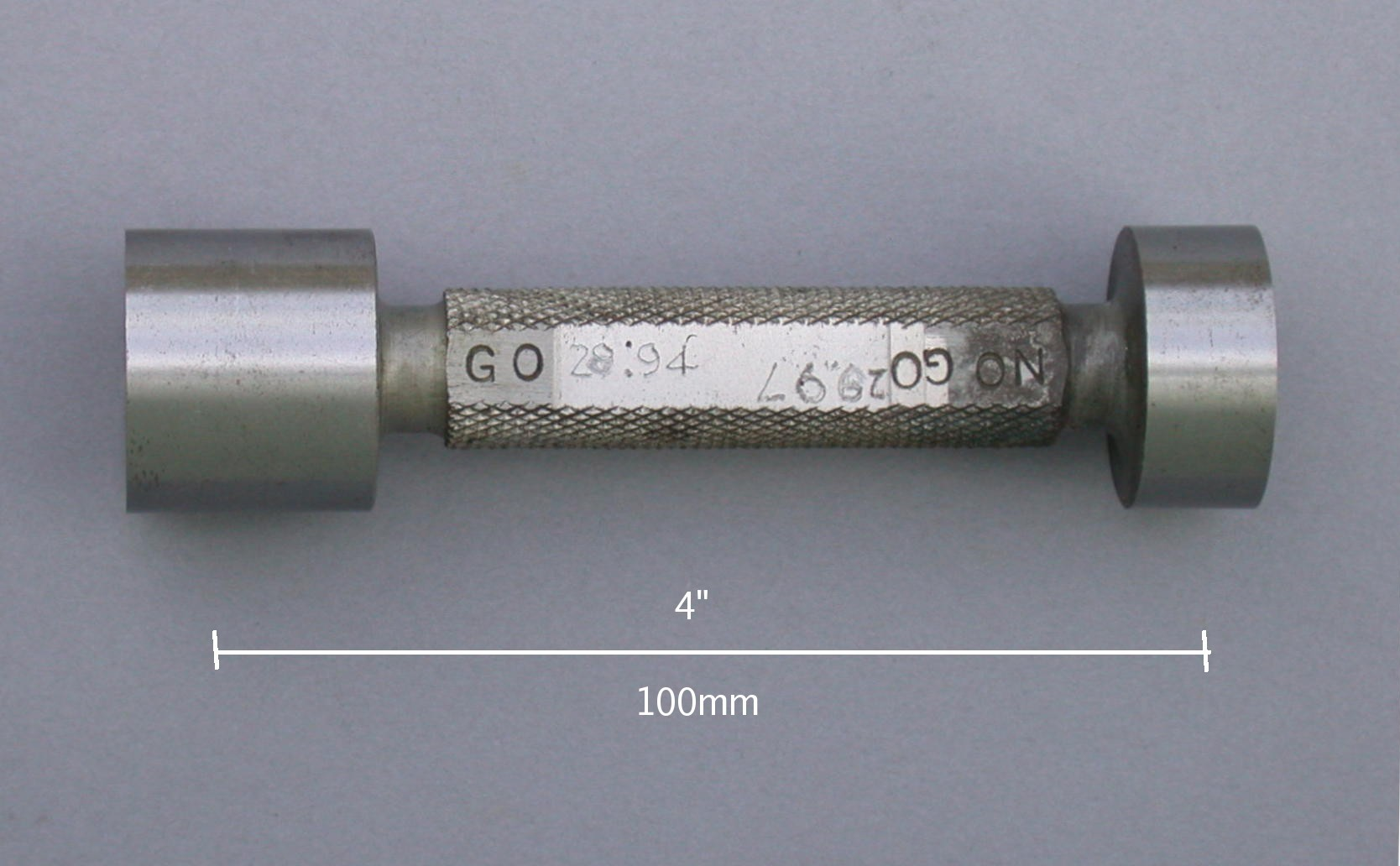
Dugós idomszer

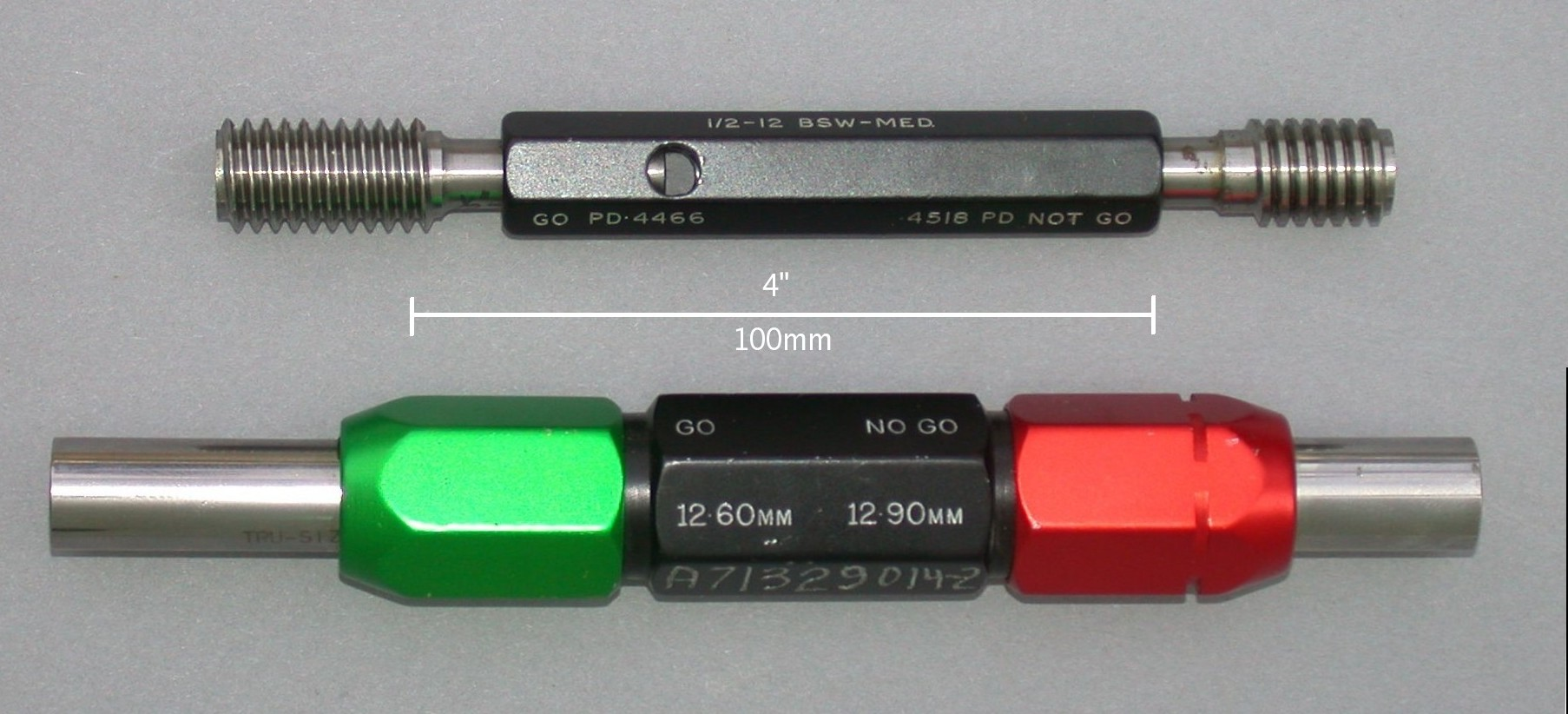
Dugós idomszer menetellenőrzésre (fent) és hengeres furatra (lent) cserélhető betétekkel

A dugós idomszerek belső méretek, elsősorban hengeres, négyszög, hatszög, reteszhorony, vagy versenypálya furatok ellenőrzésére szolgálnak. Itt is egyik a „megy”, másik a „nem megy” oldal. Az alakos idomszerek esetében a megy oldal geometriája eltérhet a nem megy oldal geometriájától! Sőt bizonyos esetekben egy megy oldalhoz két nem megy oldal tartozik (pl. versenypálya profil) Sima dugós idomszereknél a megy és nem megy oldal készülhet egy oldalra. A szakzsargon ezeket hívja gránát kialakításúnak, míg a hagyományosat súlyzó, vagy kétoldalas kialakításúnak. A henger alakú dugós idomszereket 100 mm-es átmérőig használják, e méret felett súlykönnyítés céljából lapolt vagy furatos idomszer fejeket használnak, amelyek egy hengeres idomszerből a tengellyel párhuzamos síkokkal levágott középső részeként származtathatóak. Bizonyos szabványok előírják a nem megy oldal lapolását, mely nem súlycsökkentés, de körkörösség ellenőrzés céljából készülnek. A lapolásnak köszönhetően tudjuk a furatot cikkelyenként ellenőrizni. Másik lehetséges formája egy olyan műszer, melynél a tengelyre merőleges rudak vége gömbsüvegben végződik. A hengeres idomszer furatok esetén nemcsak az átmérő helyességét, hanem a henger alakhűségét is ellenőrzi.

## Más idomszerek

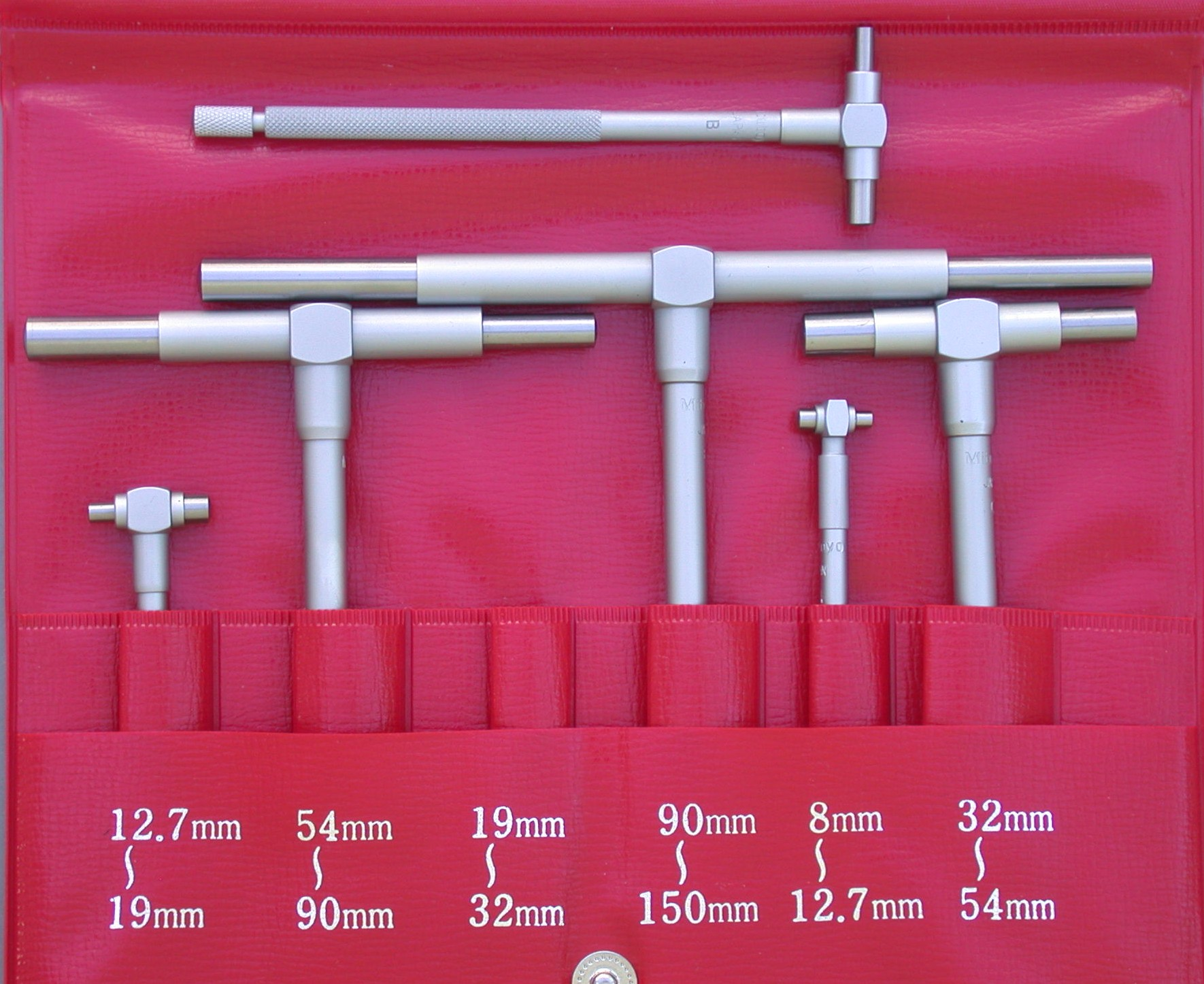
Gömbvégű teleszkópikus idomszer-készlet

Hengeres csapok alakhűségének és mérettűréseinek komplex ellenőrzésére gyűrűs idomszerek használatosak, készülnek továbbá orsó és anyamenetekhez is.

## Külső hivatkozások
- Molnár István: Gépészeti mérések Tantárgyi segédlet[halott link]
- Bonyolultabb mérő- és ellenőrző eszközök[halott link]
- Méréstechnikai kislexikon Dr. Helm László